# Раклет
Ракле́т (фр. raclette; от фр. racler — «скоблить, скрести») — швейцарское национальное блюдо, которое, как и фондю, готовится из расплавленного жирного сыра. Для раклета, как правило, используется особый жирный сорт сыра, имеющий то же название и выпускаемый в виде некрупных круглых головок или брусков. Время его созревания составляет до одного года. Существует множество сортов этого сыра: с перцем, чесноком, козьим молоком и орехами.
Первые упоминания о блюде содержатся в монастырских рукописях кантонов Обвальден и Нидвальден, рассказывающих о питательном «жареном сыре», который готовят пастухи в Альпах в Вале. Пастухи клали головку сыра близко к огню и соскребали медленно плавящийся сыр. Современный раклет сервируется с картофелем, маринованными огурцами, мостардой, различными видами ветчины. Существует множество сортов сыра для раклета, который выпускается с чесноком, красным перцем или из козьего молока. Современный раклет готовится в специальной настольной печке — раклетнице, для соскребания готового раклета существует специальная лопаточка — раклетный нож. К раклету обычно подают сухое белое вино, например, рислинг, но есть и любители запивать блюдо чёрным чаем. Согласно медицинским исследованиям, в отличие от алкоголя, чай ускоряет процесс пищеварения после такой сытной пищи. Раклет — популярное в Германии праздничное блюдо на Рождество и Новый год. 
В 2010 году раклет Вале был признан уникальным и получил сертификат AOC.
С 27 по 29 октября 2023 года в деревне Моржен в Вале прошёл первый в истории чемпионат мира по раклету. На нём было представлено 90 сыров из семи разных стран, победителей выбирали в трёх категориях: «Раклет с сырым альпийским молоком» (для сыров, изготовленных на альпийских пастбищах с 15 июня по 15 июля)», «Раклет из сырого молока» и «Другие сыры раклет».